# Jilala

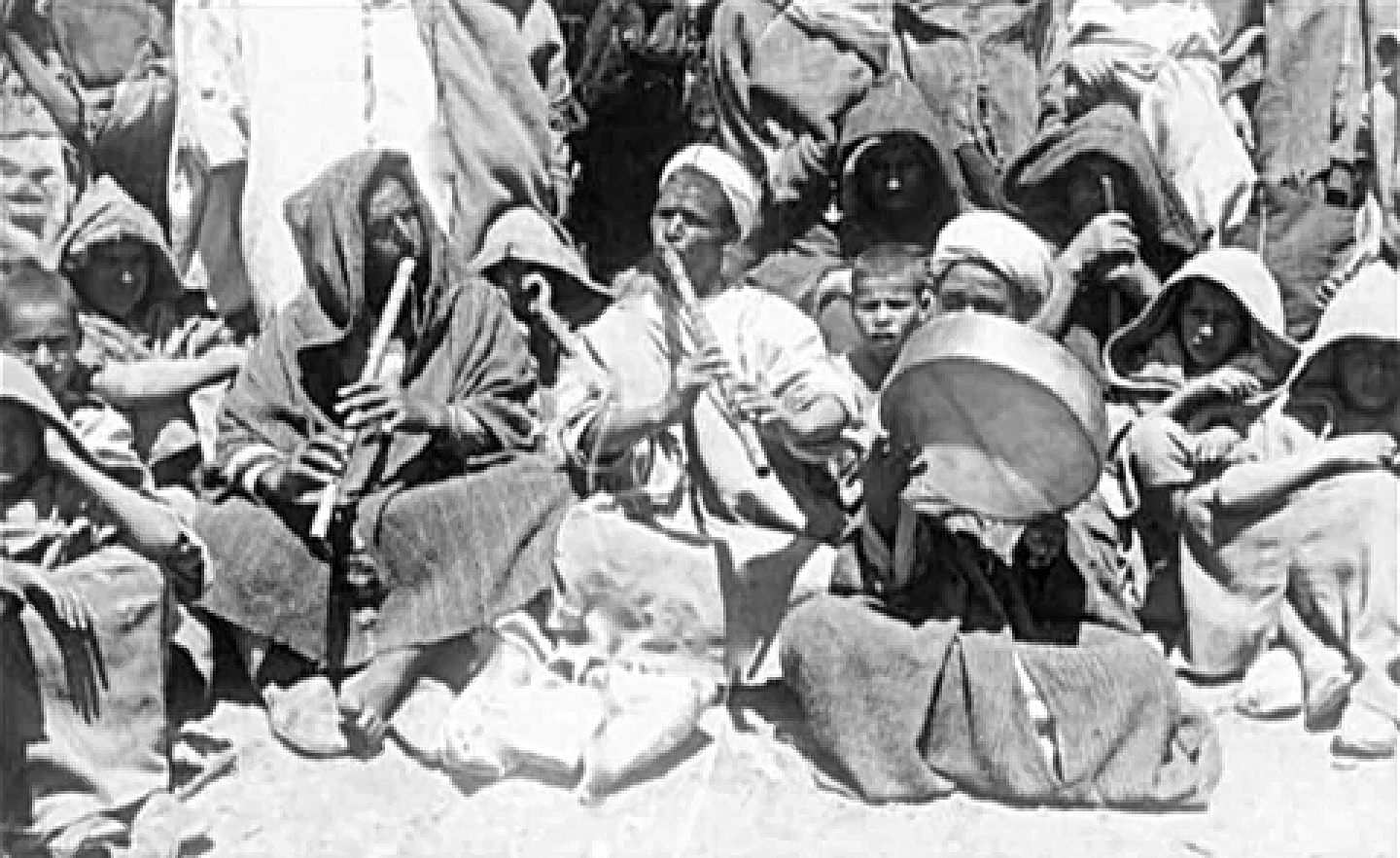
Un gruppo di musicisti Jīlāla agli inizi del XX secolo.

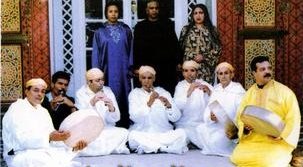
Un gruppo di musicisti Jīlāla della città di Fès. Nei collegamenti esterni sono disponibili alcune registrazioni del repertorio della confraternita fatte da Jilala di Fes.

I Jīlāla (in arabo جيلالة‎?, Jīlāla), o Ṭarīqa Jīlāliyya (in arabo طريقة جيلاﻟﻴـة‎?, sono una confraternita estatica e terapeutico-musicale del Marocco, di origine sufi, da non confondere con i Jil Jilala, gruppo musicale folk marocchino.
I Jīlāla sono la più antica confraternita del Marocco. Prendono il nome dal maestro sufi ʿAbd al-Qādir al-Jilānī, in Marocco chiamato Moulay Abdelkader Jilali o Boualam Jilali (Būʿalam Jilāli).
I rituali dei Jīlāla vanno dal dhikr all'invocazione di santi e jinn, esattamente come i Gnawa, i Hmadsha e gli Issawa. Inizialmente gli Jīlāla rappresentavano la voce impaurita del sufismo marocchino, e nel loro antico repertorio, oltre le invocazioni di santi e jinn e i canti di lode di Allah, hanno canti di lamentela dell'esilio e della morte, e per questo motivo il loro stile musicale è, in genere, malinconico. Vengono chiamati, dietro compenso monetario, per liberare persone possedute da qualche spirito malvagio e per guarire i malati (in particolare malattie quali l'isteria e la depressione) tramite l'invocazione di santi e spiriti, oppure vengono utilizzati semplicemente per scopi benauguranti o per entrare in grazia degli spiriti e dei santi.

In un rituale Jīlāla viene eseguita la ḥaḍra (anche se in Marocco i rituali delle confraternite sufi terapeutico-musicali prendono più il nome di lila). La terapia o l'esorcismo devono essere ripetuti ogni anno, nello stesso periodo. Si pensa che se la terapia non viene rinnovata, l’ammalato o il posseduto ripresenterà gli stessi sintomi all'avvicinarsi della data corrispondente alla prima crisi. Nel tempo che intercorre tra due lila, comunque, i sintomi svaniscono, o, almeno, vengono tenuti sotto controllo.

I partecipanti ai rituali, soprattutto donne, cadendo in uno stato di trance (ḥāl), danzano sfrenatamente (jadba o jedba) al ritmo dei flauti e dei bendir. I caduti in trance possono presentare comportamenti diversi, quali risate, urla, pianti.
I Jīlāla sono diffusi in tutto il Marocco (escludendo il Sahara Occidentale), in particolar modo nel nord e nella regione di Casablanca.
Ci sono similitudini tra i rituali dei Jīlāla e degli altri gruppi terapeutico-musicali marocchini con il fenomeno del tarantismo italiano, ad esempio la danza liberatoria, il fatto che la terapia debba essere rinnovata ogni anno, il fatto che i guaritori sono musicisti, e che si dà un valore terapeutico ai colori, alla musica e alla danza.
I Jīlāla operano in piccoli gruppi, in genere meno di cinque persone. Gli strumenti che utilizzano sono il flauto (quello principalmente utilizzato è la gasba di canna di bambù) e il bendir, quelli che utilizzano il bendir in genere sono anche quelli che fanno le invocazioni e i canti. Quando si tratta dei canti in onore di una tipologia di spiriti, detti buwwāb (spiriti tradizionalmente associati ai Gnawa), alcuni Jīlāla  utilizzano anche le tipiche grandi nacchere di ferro dei Gnawa dette qraqeb.